# Palos brudefærd
Palos brudefærd è un film del 1934, a carattere semi-documentaristico, diretto da Friedrich Dalsheim, su soggetto di Knud Rasmussen.

## Trama
Palo e Samo sono rivali in amore: entrambi vorrebbero unirsi alla giovane Navarana, che è di fondamentale aiuto ai suoi tre fratelli nelle attività domestiche connesse alla caccia.
La famiglia di Navarana lascia l'accampamento estivo alla ricerca di un luogo dove passare l'inverno mentre si sta svolgendo una festa: qui Palo e Samo eseguono delle danze molto competitive, a seguito delle quali Palo rimane ferito.
Quando Palo si riprende, fa volta, a bordo del suo kayak, attraversando un tratto di mare dalle correnti molto forti, verso l'accampamento invernale di Navarana, per portarla con sé come moglie. I fratelli, a malincuore, non possono far altro che lasciarla partire. Samo insegue la nuova coppia con il proprio kayak, ma trova la morte nei flutti.